# Wetgevende Vergadering van Oezbekistan
De Wetgevende Vergadering van Oezbekistan (Oezbeeks: Qonunchilik palatasi) is de benaming van 150 leden tellende lagerhuis van Oezbekistan. Verkiezingen vinden om de vijf jaar plaats op basis van een tweeronden systeem. In 2005 werd de Oliy Majlis, tot dan toe het eenkamerparlement, onderverdeeld in twee Kamers, de Wetgevende Vergadering (lagerhuis) en de Senaat (hogerhuis).
Bij de verkiezingen van 2019-2020 bleef de Oezbeekse Liberaal-Democratische Partij (OʻzLiDeP), aan de macht sinds 2005, de grootste partij.

## Zetelverdeling
| Samenstelling Wetgevende Vergadering van Oezbekistan 2020 |               |                                                        |   |          |
| Embleem                                                   | Embleem       | Politieke partij                                       | % | Zetels   |
|                                                           | Logo OʻzLiDeP | Oezbeekse Liberaal-Democratische Partij                |   | 53 / 150 |
|                                                           |               | Oezbeekse Nationale Wedergeboorte Democratische Partij |   | 36 / 150 |
|                                                           |               | Gerechtigheid Sociaaldemocratische Partij              |   | 24 / 150 |
|                                                           | Logo XDP      | Democratische Volkspartij van Oezbekistan              |   | 22 / 150 |
|                                                           | Logo O'zEP    | Ecologische Partij van Oezbekistan                     |   | 15 / 150 |

## Voorzitters van de Wetgevende Vergadering

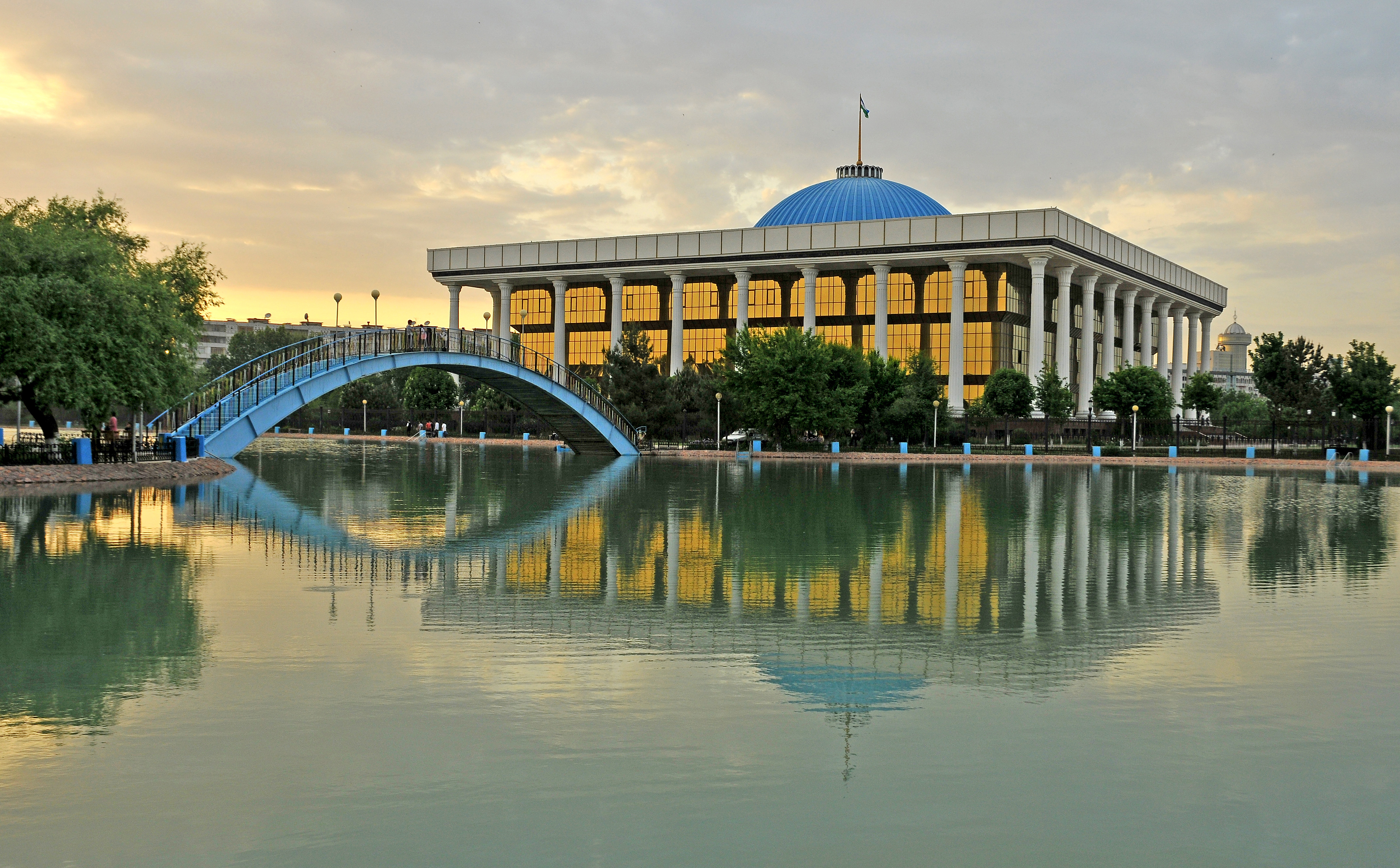
Onderkomen van de Wetgevende Vergadering in Tasjkent

| Naam                     | Periode                           |
| ------------------------ | --------------------------------- |
| Erkin Chalilov           | 27 januari 2005 – 23 januari 2008 |
| Diloram Tasjmoechamedova | 23 januari 2008 – 12 januari 2015 |
| Noeriddinjon Ismajlov    | 12 januari 2015 – heden           |